# Сарга (Ачитский муниципальный округ)
Сарга — деревня в Ачитском городском округе Свердловской области. Управляется Афанасьевским сельским советом.

## География
Населённый пункт располагается в нижнем течении реки Сырая Сарга в 16 километрах на восток от посёлка городского типа Ачит.

### Часовой пояс
Сарга, как и вся Свердловская область, находится в часовой зоне МСК+2. Смещение применяемого времени относительно UTC составляет +5:00.

## Население
| 2002 | 2010 | 2021 |
| ---- | ---- | ---- |
| 114  | ↘70  | ↘34  |

## Инфраструктура
Деревня разделена на пять улиц: Заречная, Молодёжная, Нагорная, Полевая, Уральская.